# Charissa (geslacht)
Charissa is een geslacht van vlinders van de familie spanners (Geometridae), uit de onderfamilie Ennominae.

## Soorten
- C. ambiguata (Duponchel, 1830)
- C. assoi (Redondo & Gaston, 1997)
- C. avilarius (Reisser, 1936)
- C. bellieri (Oberthur, 1913)
- C. canariensis (Rebel, 1911)
- C. certhiatus (Rebel & Zerny, 1931)
- C. corsica (Oberthur, 1913)
- C. crenulata (Staudinger, 1871)
- C. dubitaria (Staudinger, 1892)
- C. glaucinaria (Hübner, 1799)
- C. intermedia (Wehrli, 1917)
- C. italohelveticus (Rezbanyai-Reser, 1986)
- C. lequatrei (Herbulot, 1988)
- C. macguffini (Smiles, 1979)
- C. mucidaria (Hübner, 1799)
- C. mutilata (Staudinger, 1879)
- C. obscurata

Heide-oogspanner (Denis & Schiffermüller, 1775)
- C. onustaria (Herrich-Schäffer, 1852)
- C. pentheri (Rebel, 1904)
- C. predotae (Schawerda, 1929)
- C. pullata (Denis & Schiffermüller, 1775)
- C. remmi (Viidalepp, 1988)
- C. subtaurica (Wehrli, 1932)
- C. supinaria (Mann, 1854)
- C. variegata (Duponchel, 1830)
- C. zeitunaria (Staudinger, 1901)